# Methone chrysomela
Methone chrysomela är en fjärilsart som beskrevs av Butler 1872. Methone chrysomela ingår i släktet Methone och familjen Riodinidae. Inga underarter finns listade i Catalogue of Life.